# Le Pêle-Mêle
Le Pêle-mêle est un périodique hebdomadaire français humoristique paru entre 1895 et 1930 et qui contient de nombreuses illustrations et caricatures. 

## Histoire du support

### Première série
Baptisé au début Le Pêle-mêle : journal humoristique hebdomadaire, le premier numéro sort des presses le 28 septembre 1895 et totalise 12 pages imprimées en noir et blanc comprenant majoritairement du texte agrémenté de vignettes, sauf la couverture qui montre un dessin légendé (le n° 1 est signé par un certain To-Ké). L'adresse de l'hebdomadaire est au 29, rue du Faubourg-Montmartre et le prix de vente est de 10 centimes. Le premier numéro propose, afin d'attirer le lecteur, un concours offrant une maison de campagne en prix. Le gérant mentionné est Em. Pivoteau, imprimeur-libraire à Saint-Amand dans le Cher. Il semblerait qu'il existe un lien entre cette publication et Albert du May, responsable du bulletin Le Petit Bibliophile fondé en janvier 1894. L'édito demande à ses lecteurs d'envoyer des textes courts et promet de les publier. D'autres dessins sont signés M. O'Rice et Charly, sans compter ceux venus de la presse étrangère. Par la suite, Jack Abeillé (qui signe le titre), ou Benjamin Rabier (qui propose entre autres des strips) sont parmi les contributeurs. 
La numérotation de cette première série se fait en fonction de l'année (52 numéros par an, repartant au numéro 1 l'année suivante).
En 1896, l'adresse parisienne passe au 7, rue Cadet, siège de l'imprimerie G. Richard. Le sous-titre devient « pour tous et par tous ». Peu à peu, les illustrations sont majoritaires et la pagination grimpe à 16 pages ; le numéro de fin d'année peut atteindre plus de 32 pages. Sur les années 1898-1900, la quatrième de couverture met l'accent sur la publication de l'œuvre complète illustrée de Victor Hugo publiée par les éditeurs E. Girard & A. Boitte, soldeurs et représentants de nombreux objets d'optique, décoratifs et d'instruments de précision, firme reprise un temps par J. Girard et Compagnie, distributeur du fameux appareil photo « Le Rêve » puis du projecteur « La Radieuse ». Ce détail a son importance car il semblerait que Le Pêle-mêle, géré par l'imprimerie Richard soit associé à J. Girard : en juillet 1903, les mêmes lancent un périodique illustré de reproductions photographiques, Photo Pêle-mêle, pour tous, par tous, revue photographique illustrée, et comprenant des articles d'ordre technique ; cette nouvelle publication est annoncée dans Le Pêle-mêle qui en profite pour  ouvrir ses colonnes à des sujets portant sur l'image photo. Photo Pêle-mêle est absorbé par Photo-magazine en mars 1907.
Vers 1909, l'adresse parisienne passe au 92 rue Saint-Lazare, et le gérant est toujours l'imprimerie Richard. L'hebdomadaire continue à paraître durant la Première Guerre mondiale avec une étonnante régularité, passant pendant la crise du papier à 15 centimes en 1916-1917, puis à 25 centimes en 1918 pour une pagination revenue à 12 pages. L'année 1921 semble porter un coup fatal au journal qui baisse sa pagination à 4 pages.

### Deuxième série (1925-1930)
Il cesse de paraître entre 1923 et 1924 avant d'être relancé avec la page « une » en couleurs par la Société parisienne d'édition en février 1924 ; l'adresse parisienne est le 3, rue de Rocroy, et la numéroration est au numéro : il y eut 317 numéros jusqu'au 20 avril 1930, date probable de la fin de parution. Le prix au numéro durant cette période passa de 40 à 50 centimes. En 1928, des reproductions photographiques sont publiées en une pour la première fois puis la parution devient très irrégulière. En février 1930, la maquette change, le graphisme du titre d'origine est abandonné.
Le Pêle-Mêle a été traduit en espagnol.

## Collaborateurs
- Pour la première série :
  - Jack Abeillé
  - Charly
  - Augustin Grass-Mick
  - Luc Leguey
  - Enzo Manfredini
  - Georges Omry
  - M. O'Rice
  - Benjamin Rabier
  - Léon Roze[3]
- Pour la deuxième série :
  - Robert Carrizey y est publié régulièrement 1925
  - Louis Forton
  - Roger Cartier, qui collabore a Gringoire en 1929
  - Lucien Haye (1876-1940) dit Haye
  - Moallic y débuta comme illustrateur en 1928